# Ahmed Abdulla
Ahmed Abdulla Ali Abdulla (in arabo أحمد عبد الله علي‎?; Riffa, 1º aprile 1987) è un calciatore bahreinita, difensore dell'East Riffa e della nazionale bahreinita.

## Carriera

### Club
Dal 2004 veste la maglia dell'East Riffa, nel campionato bahreinita.

### Nazionale
È fissamente nel giro della nazionale dal 2016 ed è stato convocato per la Coppa d'Asia 2019.